# وزارة التعليم (نيجيريا)
وزارة التعليم النيجيرية هي إحدى الوزارت الحكومية في نيجيريا والموكلة لتولي شؤون التعليم في جميع المراحل التعليمية. تقع هذه الوزارة في الركن الخامس (الطابق الثامن) في مجمع السكرتارية الاتحادية.

## تاريخ
تأسست وزارة التعليم في نيجيريا سنة 1988م. ومنذ ذلك الوقت، تولى إدارتها وزراء عدة. وقد تم تعيين الوزير الحالي - آدمُ آدمُ- سنة 2015 من قبل الرئيس محمد بخاري.

## وظائف وزارة التعليم النيجيرية
فيما يلي وظائف وزارة التعليم في نيجيريا:
1. تطوير سياسة التعليم في الدولة؛
2. جمع المعلومات بهدف تصميم وتمويل التعليم؛
3. الحفاظ على معايير موحدة للتعليم في جميع أنحاء البلاد؛
4. ضبط جودة التعليم في الدولة من خلال الدور الرقابي لإدارة خدمات التفتيش بالوزارة؛
5. حفظ الوئام بين السياسات والإجراءات التربوية لجميع ولايات الاتحاد من خلال آلية المجلس الوطني للتعليم؛
6. تحقيق التعاون في المجال التربوي على المستوى الدولي؛
7. تطوير المناهج والمقررات على المستوى الوطني بالاشتراك مع الجهات الأخرى.[2][3]